# Affenhaus

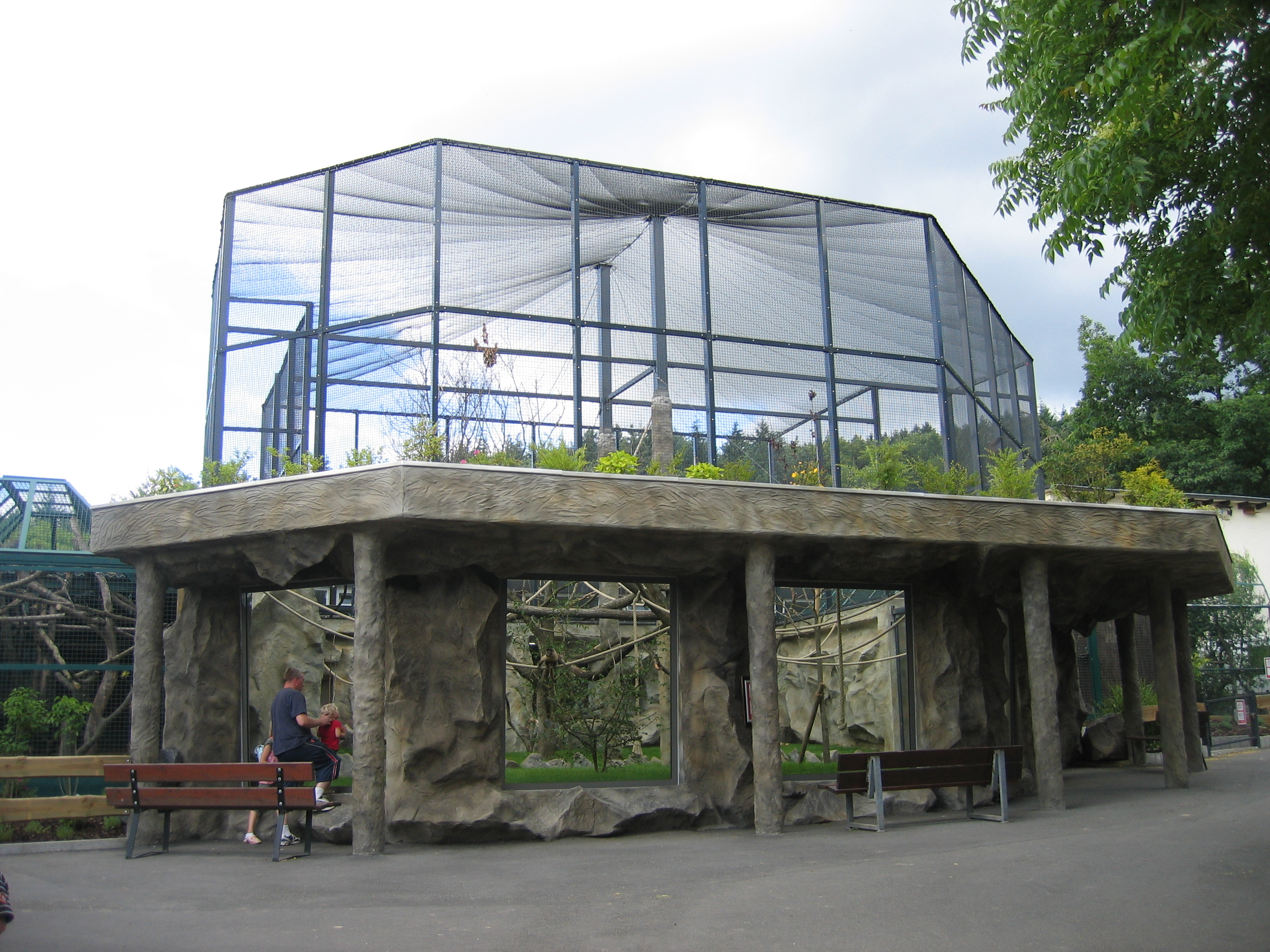
Das Affenhaus im Zoo Neuwied

Ein Affenhaus ist ein in zoologischen Gärten errichtetes Gebäude, in dem Primaten gehalten werden.
Grundsätzlich sollte die Haltung sicher und artgerecht – das heißt angepasst an ihre natürliche Umwelt – geschehen. Andererseits werden Affenhäuser so konzipiert, dass den Besuchern der Anlagen eine optimale Möglichkeit der Beobachtung der Tiere geboten werden kann. Affenhäuser bieten mit den in ihnen integrierten Käfigen die Möglichkeit der Nachzucht, der Beobachtung und der Forschung.